# PBHAG Nr. 8
Die Nr. 8 der Preußischen Bergwerks- und Hütten AG in Hindenburg war eine fünffachgekuppelte Tenderlokomotive für den Betrieb auf der dortigen Sandbahn. Sie galt neben der Schwesterlokomotive Nr. 9 als schwerste und leistungsfähigste Tenderlokomotive in Deutschland.

## Geschichte
Die ersten fünffach gekuppelte Tenderlokomotiven waren schon 1913 von Borsig an die Sandbahnen Oberschlesiens geliefert wurden. (siehe: GA Nr.1)
1936 fertigten die nunmehrigen Borsig-Lokomotiv-Werke GmbH in Hennigsdorf für die Preußische Bergwerks- und Hütten AG mit der Fabriknummer 14637 eine 1'E1' h2-Lokomotive, welche mit 23 t Achsfahrmasse und einer Dienstmasse von 139,4 t, die bis dahin schwerste in Deutschland gebaute Tenderlokomotive war. Sie erhielt beim Besteller die Betriebsnummer 8.
Die Lokomotive war in der Lage, auf einer Steigung von 8 Promille einen 1.700 t schweren Güterzug mit einer Geschwindigkeit von 35 km/h zu befördern (zum Vergleich: die Einheitslokomotive der Baureihe 41 bewältigte auf der gleichen Steigung mit der gleichen Geschwindigkeit nur 890 t).
Eine weitere Lokomotive mit ähnlichen technischen Daten wurde noch im gleichen Jahr von der Berliner Maschinenbau AG (BMAG) an die Preußische Bergwerks- und Hütten AG geliefert und dort unter der Betriebsnummer 9 eingereiht.
Nach dem Zweiten Weltkrieg enteignete der polnische Staat die in Oberschlesien gelegenen Bergwerksanlagen der Gesellschaft. Die Lokomotive Nr. 8 wurde der neu gegründeten staatlichen Sandbahn Przedsiębiorstwo Materiałów Podsadzkowych Przemysłu Węglowego (PMPPW) zugeteilt und erhielt die neue Betriebsnummer TKz-224. Ihr Verbleib ist unbekannt.